# 1992년 11월
| 1992년: 1월 · 2월 · 3월 · 4월 · 5월 · 6월 · 7월 · 8월 · 9월 · 10월 · 11월 · 12월 |

| <           | 1992년 11월 | 1992년 11월  | 1992년 11월 | 1992년 11월 | 1992년 11월 | >          |
| 일          | 월          | 화           | 수          | 목          | 금          | 토         |
| 1 10.7 신사 | 2 8 임오    | 3 9 계미     | 4 10 갑신   | 5 11 을유   | 6 12 병술   | 7 13 정해  |
| 8 14 무자   | 9 15 기축   | 10 16 경인   | 11 17 신묘  | 12 18 임진  | 13 19 계사  | 14 20 갑오 |
| 15 21 을미  | 16 22 병신  | 17 23 정유   | 18 24 무술  | 19 25 기해  | 20 26 경자  | 21 27 신축 |
| 22 28 임인  | 23 29 계묘  | 24 11.1 갑진 | 25 2 을사   | 26 3 병오   | 27 4 정미   | 28 5 무신  |
| 29 6 기유   | 30 7 경술   |              |             |             |             |            |

| 편집하기 |

## 1992년11월 3일
- 미국에서 대통령 선거가 치러져 빌 클린턴이 미국 대통령에 당선되다.